# Skene (Familie)

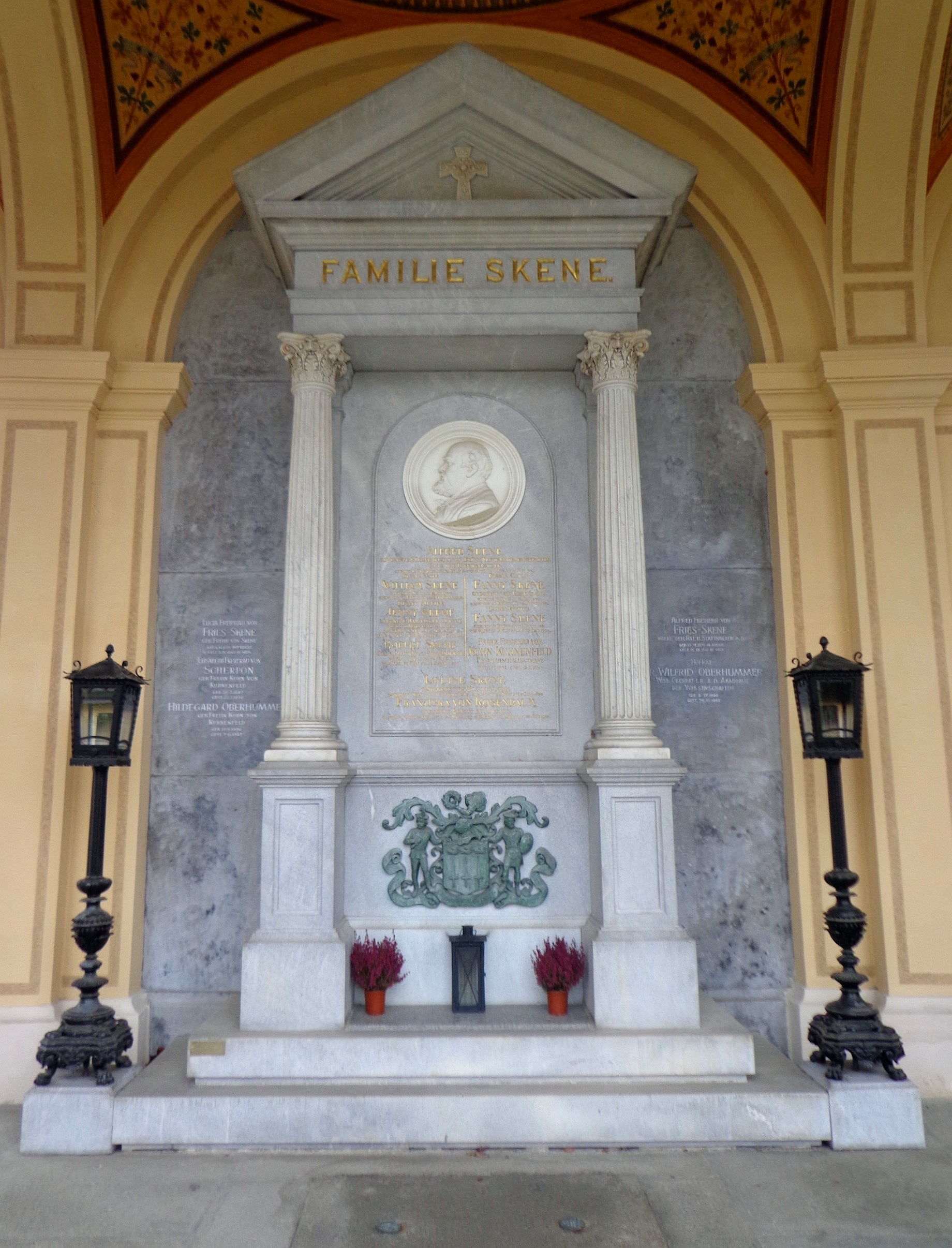
Wiener Zentralfriedhof, Grabstätte der Familie Skene

Die Familie Skene war eine bedeutende österreichische Unternehmerfamilie in der Textil- als auch in der Zuckerindustrie.

## Geschichte
Die Familie stammte ursprünglich aus einer alten schottischen Adelsdynastie. Als Stammvater der österreichischen Familie kann man Philipp William (Wilhelm) Skene (* 13. Juni 1790; † 29. September 1842) bezeichnen. Er ist in Köln geboren und war zuerst Offizier der niederländischen Armee, bevor er in Brünn eine Tuchfabrik aufbaute. In Brünn starb er auch.
Sein Sohn Alfred Skene (I.) gründete in Alexowitz eine Tuchfabrik, nachdem er vorerst in der Kavallerie diente. In der Fabrik wurden Tuche für Uniformen aber auch feine Modestoffe für den Export hergestellt. Er führte dieses Unternehmen vorerst mit seinem Bruder Karl und später mit dem viel jüngeren Bruder August. Mit August gründet er 1851 auch die Zuckerfabrik in Doloplas und weitere in Prerau 1859 und Leipnik im Jahr 1867. Sie sind die Gründer der Leipnik-Lundenburger. Ab 1855 leitete er, als er nach Brünn zog, auch das väterliche Unternehmen. In Wien errichtete er 1866 nahe dem Arsenal eine Fabrik für Heeresausrüstung. Waffen stellte er aber keine her. Diese Firma bestand bis in die 1870er Jahre. Bis 4.000 Mitarbeiter arbeiteten in seinen Unternehmungen. Alfred Skene war auch in zahlreichen politischen Ämtern tätig, wie als Bürgermeister von Brünn.
Sein Sohn Alfred Freiherr von Skene (II.), der ab 1873 mit seiner Cousine Marie Skene verheiratet war, übernahm nach einem Wirtschaftsstudium die Zuckerfabriken nach dem Tod seines Vaters. Er war auch Besitzer des landtäflichen Gutes Pawlowitz. 
August von Skene hatte auch zahlreiche Funktionen vor allem in den Interessensgemeinschaften und hatte dadurch einen nicht unerheblichen Einfluss auf das Industrie- und Bankenwesen in der Monarchie.
In der Leipnik-Lundenburger Zuckerfabrik folgte Richard von Skene (I.) seinem Vater August von Skene nach. Wie sein Vater hatte er auch zusätzlich in zahlreichen Vertretungen einen Sitz inne. 

## Mitglieder der Familie Skene
- Alfred Skene (I.) (* 15. Mai 1815 in Verviers, Belgien; † 14. Mai 1887 in Wien[1]
  - Alfred Freiherr von Skene (II.) (* 24. August 1849 in Alexovice, Böhmen; † 17. Jänner 1917 in Wien), Sohn von Alfred I.[2]
    - Alfred Freiherr von Skene (III.) (* 2. Juni 1874 Prerau, Mähren; † 30. März 1946 Prerau), Sohn von Alfred II.
      - Alfred von Fries-Skene (* 17. Juni 1870 in Budva, Dalmatien; † 16. Dezember 1947 in Wien), Schwiegersohn von Alfred (III.)[3], letzter k.k. Statthalter in Triest bis Ende Oktober 1918
- August von Skene (* 6. November 1829 in Verviers, Belgien; † 29. November 1891 in Wien), Bruder von Alfred I., Schwiegersohn von Philipp Wilhelm von Schoeller (1797–1877)
  - Richard von Skene (I.) (* 11. September 1867 in Wien; † 4. Juni 1946 in Wien), Sohn von August, Schwager von Robert Schoeller (1873–1950)[4]
    - Richard von Skene (II.) (* 5. Mai 1909 in Wien; † April 1945 gefallen bei Wien), Sohn von Richard I.[5]